# Nicoleta Esinencu
Nicoleta Esinencu (* 17. Dezember 1978 in Chișinău, MSSR) ist eine moldauische Autorin.

## Leben
Nicoleta Esinencu studierte Theaterwissenschaft und Bühnenbild an der staatlichen Kunstuniversität in Chișinău, danach war sie ab 2002 als Dramaturgin am Eugène-Ionesco-Theater beschäftigt.
Ihr Theaterstück FUCK YOU, Eu.ro.Pa! löste 2005 wegen europakritischer Inhalte in der Republik Moldau und in Rumänien politische Debatten aus. Sie erhielt für das Stück den rumänischen dramAcum Preis. 2009 folgte sie als eine von 16 Bühnenautoren der Einladung des Goethe-Instituts zum Projekt After the Fall – Europa nach 1989.
Mit Stipendien konnte sie auch in Stuttgart, Paris und Bourges arbeiten. 2007 erschien der Band A(II)Rh+, in dem ihre Stücke und Essays, zweisprachig mit einer deutschen Übersetzung von Eva Ruth Wemme, zusammengestellt wurden.
Mit Clear History war Nicoleta Esinencu 2012 im Rahmen des Festivals Many Years After … erstmals im HAU Hebbel am Ufer in Berlin zu Gast. Im Rahmen des Festivals Die Ästhetik des Widerstands – Peter Weiss 100 (2016) entstand die Auftragsproduktion Life. Die Autorin war darüber hinaus mehrmals zu Gast auf der Leipziger Buchmesse und beim Internationalen Literaturfestival Berlin. 2019 entwickelte Esinencu die Arbeiten Requiem für Europa im Rahmen des Festivals Comrades, I am not Ashamed of my Communist Past und Die Abschaffung der Familie. Zudem war Nicoleta Esinencu 2019 Gast des Berliner Künstlerprogramms des DAAD. 2022 entstand die HAU-Produktion Sinfonie des Fortschritts.
Esinencu arbeitet in Chișinău mit ihrem Theaterkollektiv teatru spălătorie, für das sie Performances schreibt und inszeniert. Ihre Texte werden in der Republik Moldau aber nicht verlegt. 2022 wurde Nicoleta Esinencu & teatru-spălătorie die erstmals vergebene Tabori Auszeichnung international zuerkannt.

## Werke (Auswahl, chronol.)
- Fuck you, Eu.ro.Pa! : Monolog. Aus dem Rumän. übers. von Helga Kopp. Stuttgart: Akademie Schloss Solitude, 2005
- Chişinău – eine Stadt der Kopfschmerzen!, in: Katrin Klingan (Hg.): Sprung in die Stadt, Köln: DuMont, 2006
- ŢAPŢARAP, in: Marius Babias, Angelika Nollert (Hg.): Periferic 7, Frankfurt am Main: Revolver, Iaşi: Ed. Polirom, 2006
- A(II)Rh+. Cluj: Idea Design & Print, Köln: Walther König, 2007
- For Sale, in: Sprache im technischen Zeitalter, 2009 : 194
- Von Chişinău zum Siebten Kilometer, in: Katharina Raabe (Hg.): Odessa Transfer, Frankfurt am Main: Suhrkamp, 2009
- ШИЗОfreedom : (shizofreedom). Aus dem Rumän. übers. von Eva Ruth Wemme, Wien: Ed. Aramo, 2013
- Clear History, HAU Hebbel am Ufer, 2012
- Dear Moldova, can we kiss just a little bit?, UA bei Radikal jung, Münchner Volkstheater, 2014
- American Dream, HAU Hebbel am Ufer, 2014
- Life, HAU Hebbel am Ufer, 2016
- Rest of Europe, UA im Schauspielhaus Graz, 2018[11]
- Recviem pentru Europa / Requiem für Europa, HAU Hebbel am Ufer, 2019
- Abolirea familiei / Die Abschaffung der Familie, HAU Hebbel am Ufer, 2019
- Sinfonie des Fortschritts, Uraufführung am 13. Januar 2022, HAU Hebbel am Ufer[12][13]